# Q Score
Q Score (mais popularmente conhecido como Q-Rating) é uma medida da familiaridade e do apelo de uma marca, celebridade, empresa ou produto de entretenimento (por exemplo, programa de televisão) usado nos Estados Unidos. Quanto maior o Q Score, mais altamente considerado o item ou pessoa está entre o grupo familiar deles. Q Score e outras variantes são usadas principalmente pelas indústrias de publicidade, marketing, mídia e relações públicas.